# Station Trebišov
Het station Trebišov is het centraal treinstation voor passagiers in de Slowaakse industriestad Trebišov.

## Ligging
Het station is gelegen in het oosten van Slowakije, ongeveer 50 kilometer ten oosten van de stad Košice.
Het ligt aan de straten Komenského en Československej armády. Vlak bij het station is een autobusstation Autobusová stanica voor stedelijk en regionaal vervoer.

## Geschiedenis
Station Trebišov onderging in 2013 een belangrijke renovatie, zowel van het ontvangstgebouw als van de perrons. Voor de toegang tot de perrons werd een doorgang onder de sporen gebouwd.
Het station herbergt de directie der verkeersleiding van het "regionaal directoraat Košice".

## Lijnen
- lijn 190 (Košice - Čierna nad Tisou) (richting Oekraïne)
- lijn 191 (Michaľany – Łupków) (richting Polen)
- lijn 192 (Trebišov – Vranov nad Topľou). Het passagiersvervoer op lijn 192 werd in 2003 geschorst.

## Dienstverlening
Anno 2025 kan men in station Trebišov vervoerbewijzen aanschaffen voor:
- binnenverkeer
- internationaal verkeer
- reserveringen voor dag- en nachttreinen (zit-, lig- en bedplaatsen).

Voor de openingsuren van de loketten, zie de externe link hierna.

## Andere stations
Bijna in het uiterste noorden van Trebišov, aan de Cukrovarská, ligt op lijn 192 een treinhalte: Trebišov zastávka. De bediening hiervan is sedert 2003 geschorst.